# Mazino
Mazino (ros. Мазино) – wieś (dieriewnia) w Rosji, w obwodzie jarosławskim, w rejonie tutajewskim. W 2010 liczyła 14 mieszkańców.